# Type 31 (cannone da montagna)
Il cannone da montagna da 75 mm Type 31 (三十一年式速山砲?, Sanjūichinen-shiki Sokusanhō) fu il principale cannone da montagna schierato dall'Esercito imperiale giapponese durante la guerra russo-giapponese del 1904-1905 e rimasto in servizio fino alla fine della seconda guerra mondiale. Il nome era dovuto all'anno di adozione da parte dell'Esercito imperiale, il 1898, 31º anno di regno dell'imperatore Meiji.

## Storia

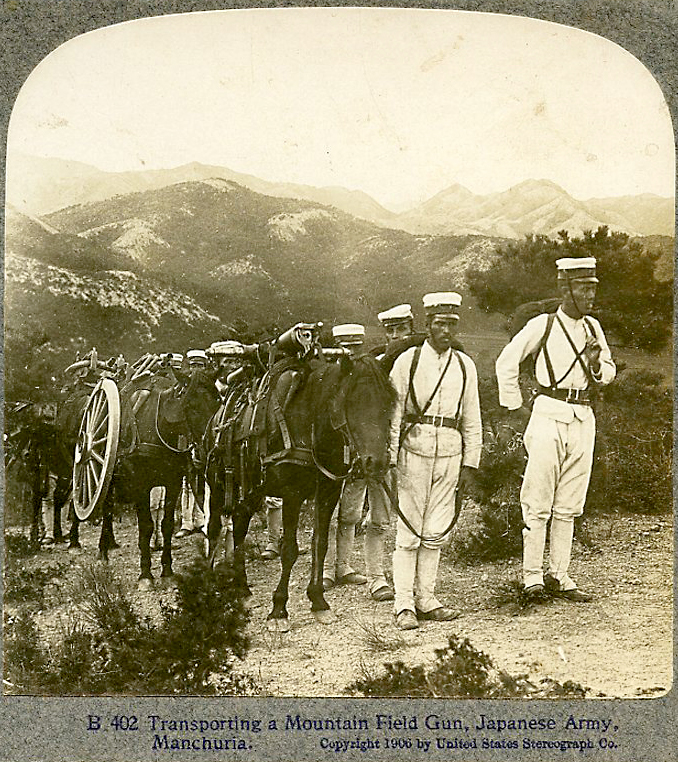
Type 31 da montagna scomposto someggiato.

Il Type 31 fu immesso in servizio nel 1898, insieme alla corrispondente versione Type 31 campale. Progettato dal prolifico colonnello Arisaka Nariakira, venne prodotto dall'arsenale di Osaka in totale, tra pezzi da montagna e campali, in circa 620 pezzi. La consegna alle unità combattenti fu completata nel 1902. Il pezzo costituiva l'armamento standard dell'artiglieria da montagna giapponese a partire dalla guerra russo-giapponese; rimase in servizio fino alla fine della seconda guerra mondiale. Ogni divisione aveva un reggimento di artiglieria su due battaglioni, ognuno su tre batterie da 6 cannoni, per un totale di 36 pezzi.
Il pezzo venne fornito anche alla Russia zarista durante la prima guerra mondiale. Durante la guerra civile finlandese molti pezzi furono forniti dalla neonata Armata Rossa all'alleata Guardia Rossa finlandese; 44 di questi furono catturati dalla Guardia Bianca finlandese a Helsinki e Vyborg. L'esercito finlandese, non interessato a questo obsoleto cannone ribattezzato 75 VK/98, nel 1936 vendette 42 pezzi e 27.769 proiettili alla Transbaltic Oy, che avrebbe dovuto esportarli ufficialmente in Yemen. In realtà, caricati sulla SS Yorkbook, battente bandiera estone, i cannoni vennero inviati nel marzo 1937 all'Esercito repubblicano spagnolo, impegnato nella guerra civile. Sfuggita all'incrociatore nazionalista Canarias, la Yorkbook sbarcò i cannoni nel porto di Bermeo. I cannoni furono usati sul fronte settentrionale. I due pezzi rimasti in Finlandia sono esposti nel Museo militare finlandese e nel Museo dell'artiglieria finlandese.

## Tecnica
Aveva una canna in acciaio, che offriva migliori prestazioni in gittata e precisioni rispetto a quella in bronzo del precedente 7 cm da montagna. L'otturatore era del tipo a vite interrotta a 4 segmenti. L'affusto a coda unica era del tipo semi-rigido, con freno di sparo rudimentale basato su cavi connessi a molle. Il pezzo era scomponibile in tre carichi someggiabili. Il Type 31 usava munizioni a polvere nera. La gittata della granata HE da 6,0 kg era di 4.300 m.
L'assenza di un moderno sistema di assorbimento di rinculo costituì un serio limite del pezzo, che doveva essere rimesso in batteria dopo ogni colpo. Il rateo di fuoco era così ridotto a solo 2-3 colpi al minuto.